# Тім де Зеу
Пітер Тімотеюс «Тім» де Зеу (нід. Tim de Zeeuw) (народився у 1956, Слен) — нідерландський астроном, який вивчає структуру, формування та динаміку галактик, генеральний директор ESO.

## Життєпис

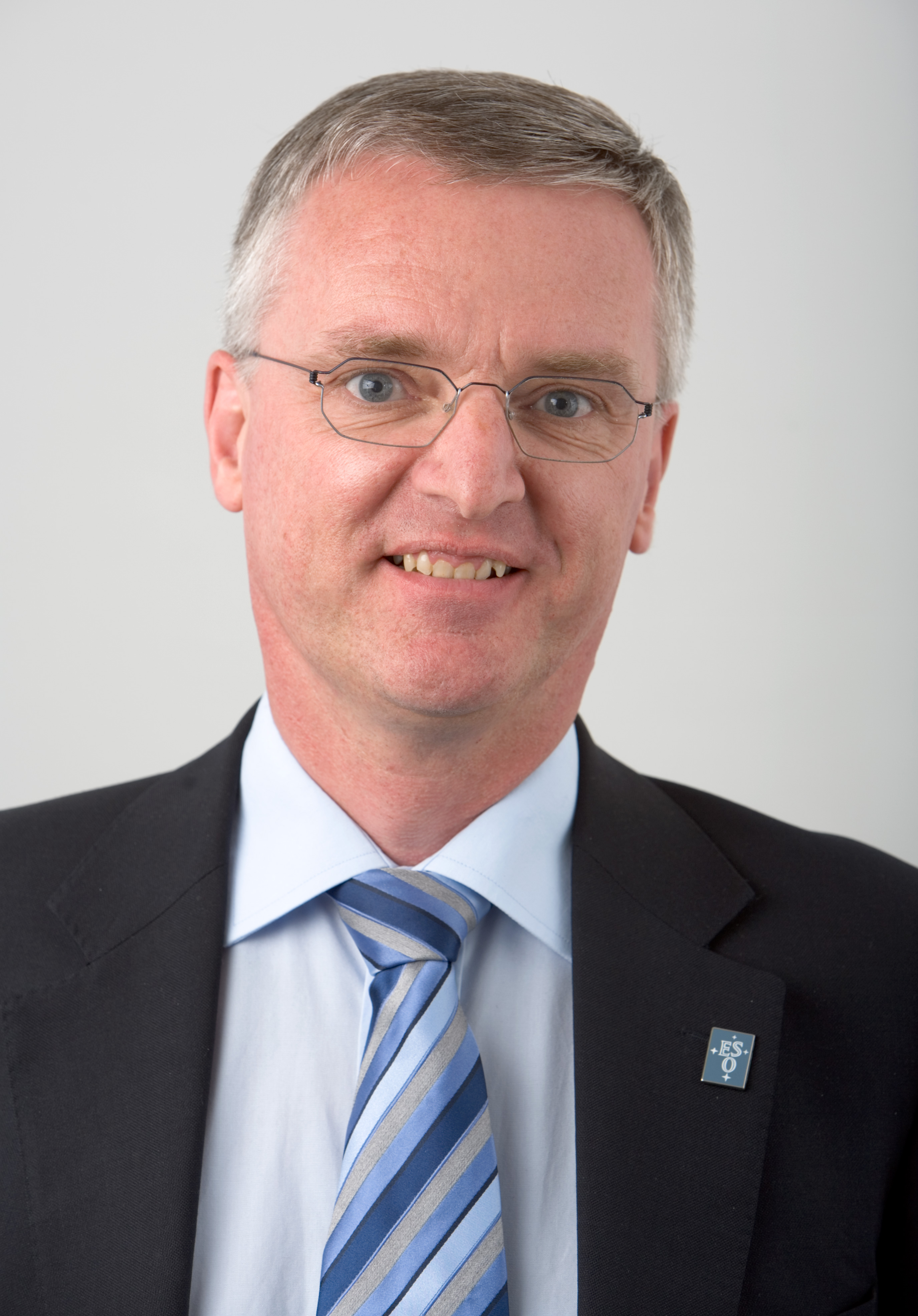
Тім де Зеу (фото ESO)

Тім де Зеу навчався у Лейденському університеті, де 1976 року отримав ступінь з математики, а у 1977 році — з астрономії. У цьому ж університеті, в 1984 році, він отримав звання доктора філософії.
Пропрацювавши у Інституті перспективних досліджень Принстонського університету та Каліфорнійському технологічному інституті, він повернувся до Нідерландів у 1990 році, де став професором теоретичної астрономії в Лейдені.
У 2003 році він був призначений науковим керівником Лейденської обсерваторії, а з вересня 2007 року Тім де Зеу став генеральним директором ESO. У 2010 році його було удостоєно відділом динамічної астрономії Американського астрономічного товариства Брауерівської премії. Він одружений з Евіною ван Дісхук, що теж працює професійним астрономом.